# Nello Ciaccheri
Nello Ciaccheri (* 8. September 1893 in Bagno a Ripoli; † 26. Februar 1971 in Florenz) war ein italienischer Radrennfahrer.

## Sportliche Laufbahn
Ciaccheri war Teilnehmer der Olympischen Sommerspiele 1924 in Paris. Im olympischen Einzelzeitfahren wurde er beim Sieg von Armand Blanchonnet als 18. klassiert. Die italienische Mannschaft belegte in der Mannschaftswertung den 5. Platz.
Bei seinen Siegen als Amateur ragte insbesondere der im Rennen Giro della Provincia di Reggio Calabria 1923 heraus. Er setzte sich gegen die Elite der italienischen Profis durch. 1923 wurde er beim Sieg von Libero Ferrario im Amateur-Rennen der UCI-Straßen-Weltmeisterschaften auf dem 9. Rang klassiert. 1924 siegte er im Rennen Milano–Modena. Er startete bei Olympia, obwohl er bereits einen Vertrag mit dem Radsportteam Bianchi hatte. Ciaccheri hatte eine Lizenz als Unabhängiger, was es ihm ermöglichte, im Frühjahr vor den Olympischen Sommerspielen am Profi-Rennen Mailand–San Remo teilzunehmen. Dort belegte er beim Sieg von Pietro Linari den 6. Platz. 1925 gewann er die Toscana-Rundfahrt, 1926 erneut das Eintagesrennen Giro della Provincia di Reggio Calabria. In den Rennen der Monumente des Radsports war der 2. Platz im Rennen Mailand–San Remo 1926 hinter Constante Girardengo sein bestes Resultat.